# Маньяни, Мирела
Мирела Маньяни (греч. Μιρέλα Μανιάνι, род. 21 декабря 1976, Дуррес) — албанская, а позднее — греческая легкоатлетка, двукратный призёр Олимпийских игр в метании копья.
Дебютировала на международной арене, представляя Албанию, на чемпионате Европы 1994 года в Хельсинки, где заняла 22-е место. В следующем году выиграла серебряную медаль на юниорском чемпионате Европы и стала 12-й на чемпионате мира в Гётеборге. На Олимпиаде в Атланте, где она была знаменосцем национальной сборной, заняла 24-е место.
С 1997 года, выйдя замуж за тяжёлоатлета Георгиоса Тзелилиса, стала выступать за Грецию под фамилией Маньяни-Тзелили. Первыми итогами выступлений под новым флагом стали 11-е место на чемпионате мира 1997 года и 9-е место на чемпионате Европы 1998 года.
После этого спортивные достижения Маньяни достигли своего пика. Спортсменка стала чемпионкой мира в 1999 и 2003 годах, серебряным призёром чемпионата мира 2001 года, чемпионкой Европы 2002 года. Кроме того, Маньяни стала серебряным призёром Олимпиады в Сиднее и завоевала бронзовую медаль на следующих Играх в Афинах.
Завершила спортивную карьеру в 2005 году. До настоящего времени остается рекордсменкой как Албании (62,64 м), так и Греции (67,51 м) в метании копья.